# Slovaška na Pesmi Evrovizije
Slovaška je na Pesmi Evrovizije doslej nastopila sedemkrat, prvič leta 1994. Leta 1993 se je sicer že prijavila na izbor, vendar je izpadla na internem izboru. Vsi trije nastopi so bili prejkone neuspešni in zaradi slabih uvrstitev je morala Slovaška po takratnih evrovizijskih pravilih vsako drugo leto počivati. 
Programski direktor slovaške nacionalne televizije je napovedal nastop na Pesem Evrovizije 2009 v Moskvi. In takrat potem tekmovala to leta 2012. 

## Slovaški predstavniki
| Leto | Izvajalec                       | Pesem                   | Finale      | Točke       | Polfinale          | Točke              |
| ---- | ------------------------------- | ----------------------- | ----------- | ----------- | ------------------ | ------------------ |
| 1993 | Elán                            | "Amnestia na neveru"    | Brez finala | Brez finala | 4.                 | 50                 |
| 1994 | Tublatanka                      | "Nekonečná pieseň"      | 19.         | 15          | Ni bilo polfinalov | Ni bilo polfinalov |
| 1996 | Marcel Palonder                 | "Kým nás máš"           | 18.         | 19          | Ni bilo polfinalov | Ni bilo polfinalov |
| 1998 | Katarína Hasprová               | "Modlitba"              | 21.         | 8           | Ni bilo polfinalov | Ni bilo polfinalov |
| 2009 | Kamil Mikulčík & Nela Pocisková | "Let' tmou"             | Brez finala | Brez finala | 18.                | 8                  |
| 2010 | Kristína                        | "Horehronie"            | Brez finala | Brez finala | 16.                | 24                 |
| 2011 | TWiiNS                          | "I'm Still Alive"       | Brez finala | Brez finala | 13.                | 48                 |
| 2012 | Max Jason Mai                   | "Don’t Close Your Eyes" | Brez finala | Brez finala | 18.                | 22                 |